# Anaïs Nin

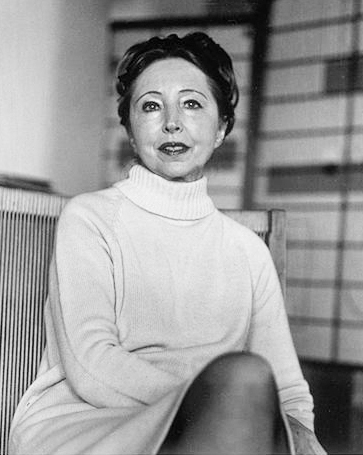
Anaïs Nin in den 1970er Jahren

Angela Anaïs Juana Antolina Rosa Edelmira Nin y Culmell, kurz Anaïs Nin [ana.is nin] (* 21. Februar 1903 in Neuilly-sur-Seine bei Paris; † 14. Januar 1977 in Los Angeles), war eine US-amerikanische Schriftstellerin.

## Leben
Anaïs Nin wurde als Tochter des 23-jährigen kubanisch-spanischen Konzertpianisten und Komponisten Joaquín Nin y Castellanos und der acht Jahre älteren Dänin französisch-kubanischer Herkunft Rosa Culmell y Vigaraud (1871–1954) geboren. Ihr Großvater väterlicherseits war während der Französischen Revolution aus Frankreich geflohen und ging zunächst nach Saint-Domingue, dann nach New Orleans und schließlich nach Kuba, wo er am Bau der ersten Eisenbahn des Landes mitwirkte.
Ihre jüngeren Brüder waren Thorvald (* 1905 in Havanna) und Joaquín (* 1908 in Berlin). Die Familie zog 1910 nach Brüssel und 1912 nach Arcachon. Als sie elf Jahre alt war, verließ der Vater die Familie. Die Mutter siedelte daraufhin mit ihren drei Kindern nach Barcelona und nach Kriegsbeginn nach New York über. Dort ging Anaïs zur Schule, die sie 1918 abbrach, und arbeitete zeitweise als Modell. Die Trennung vom Vater versuchte sie in ihrem Tagebuch zu verarbeiten.

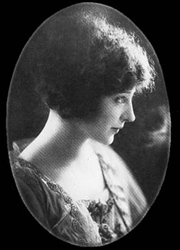
Anaïs Nin um 1920

1923 heiratete sie den Bankangestellten Hugh Parker Guiler, der später als Filmproduzent Ian Hugo bekannt wurde. Mit ihm zog sie 1924 nach Paris. Gemeinsam mit ihrem Mann unterstützte sie avantgardistische Künstler und lernte so auch Henry Miller kennen, auf dessen literarisches Schaffen sie großen Einfluss hatte; darüber entstand 1990 Philip Kaufmans Film Henry & June. Mit Miller hatte sie eine langjährige Affäre.
1940 kehrte sie in die USA zurück. 1947 folgte eine heimliche Eheschließung mit dem siebzehn Jahre jüngeren Rupert Pole. Mit ihm lebte sie in Los Angeles, mit Hugh Guiler weiterhin in New York.

## Wirken
Literarisch bekannt ist Nin vor allem durch ihre Tagebücher, die sie schon in jungen Jahren zu schreiben begonnen hat: Romane und erotische Erzählungen mit explizit beschriebenen sexuellen Handlungen, die u. a. in Das Delta der Venus zusammengefasst sind. In dem Roman Ein Spion im Haus der Liebe hat man eine andere Art Selbstporträt von Anaïs Nin.
In ihren Werken mischen sich Autobiografie und Fiktion. Traumleben und Unterbewusstes spielen eine wesentliche Rolle; sie war von den psychoanalytischen Theorien von Sigmund Freud und Carl Gustav Jung stark beeinflusst. Nin studierte Psychoanalyse bei Otto Rank und ließ sich selbst zeitweise von Carl Gustav Jung behandeln.
1974 wurde sie in die American Academy of Arts and Letters gewählt.
1994 wurde der Venuskrater Nin nach ihr benannt. 2022 erschien die Graphic-Novel-Biografie Anaïs Nin. Im Meer der Lügen von Léonie Bischoff.

## Werke

### Romane und Erzählungen
- The House of Incest. 1936.
- Winter of Artifice. 1939.
- Ladders to Fire. 1946.
  - deutsch: Leitern ins Feuer. Übersetzt von Manfred Ohl und Hans Sartorius. Nymphenburger Verlagsbuchhandlung, München 1980, ISBN 3-485-00387-5.
- Children of the Albatross. 1947.
  - deutsch: Kinder des Albatros: Erzählung. Übersetzt von Manfred Ohl und Hans Sartorius,.Nymphenburger Verl., München, ISBN 3-426-65084-3
- The four-chambered Heart. 1950.
  - deutsch: Djuna oder Das Herz mit den vier Kammern. Übersetzt von Manfred Ohl. Nymphenburger Verl., München 1983.
- A Spy in the House of Love. 1954.
  - deutsch: Spion im Haus der Liebe. Übersetzt von Rolf Hellmut Foerster. Wegner Verlag, 1970.
- Solar Barque. 1958.
- Seduction of the Minotaur. 1961 (erweiterte Fassung von Solar Barque).
  - deutsch: Labyrinth des Minotaurus. Übersetzt von Manfred Ohl. Deutscher Taschenbuch Verlag, München 1988, ISBN 3-423-10927-0.
- Cities of the Interior. 1959 (enthält Ladders to Fire, Children of the Albatross, The four-chambered Heart und Seduction of the Minotaur).
- Collages. 1964.
  - deutsch: Wien war die Stadt der Statuen. Übersetzt von Maria Mill. Rowohlt, Reinbek bei Hamburg 1993, ISBN 3-499-13290-7.
- Waste of Timelessness. 1977.
  - deutsch: Ein gefährliches Parfüm: die frühen Erzählungen. Übersetzt von Linde Salber, herausgegeben und eingeleitet von Gunther Stuhlmann in der Reihe neue frau. Rowohlt Taschenbuch Verlag, Reinbek bei Hamburg 1993, ISBN 3-499-13257-5.
- Delta of Venus. 1977.
  - deutsch: Das Delta der Venus. Übersetzt von Eva Bornemann. Scherz-Verlag, Bern 1978, 20. Aufl. 1992, ISBN 3-502-19507-2 (als Hörbuch: Angela Winkler liest Das Delta der Venus. auf CD, Argon, Berlin 2006, ISBN 3-87024-427-5.)
- Little Birds. 1979.
  - deutsch: Die verborgenen Früchte. Übersetzt von Gisela Stege. Buchgemeinschaft Donauland Kremayr & Scheriau, Wien 1982
- Under a Glass Bell. 1948 und Winter of Artifice. 1945 in einem Band herausgegeben: Unter einer Glasglocke. Nymphenburger Verl., München 1979.

### Tagebücher
- Das Kindertagebuch 1914–1919. 1. Teil von Early Diary 1914–1920. Übers. Irène Kuhn. Nymphenburger Verlag, 1981, ISBN 3-485-00399-9.
- Das Kindertagebuch 1919–1920. 2. Teil von Early Diary 1914–1920. Übers. Irène Kuhn. Nymphenburger Verlag, 1981, ISBN 3-485-00405-7.
- Die Tagebücher 1920–1921. 1. Teil von Early Diary 1920–1923. Übers. Irène Kuhn. Nymphenburger Verlag, 1986, ISBN 3-485-00510-X.
- Die Tagebücher 1921–1923: ich lasse meinen Träumen Flügel wachsen. 2. Teil von Early Diary 1920–1923. Übers. Barbara Scriba-Sethe. Nymphenburger Verlag, 1996, ISBN 3-485-00757-9.
- Die Tagebücher 1923–1927: wir steuern den Kurs unserer Ehe nur mit tiefer Liebe. OT: Early Diary 1923–1927. Übers. Barbara Scriba-Sethe. Nymphenburger Verlag, 1998, ISBN 3-485-00796-X.
- Die Tagebücher 1927–1929: ich suche das Leben. 1. Teil von Early Diary 1927–1929. Nymphenburger Verlag, 1999, ISBN 3-485-00823-0.
- Die Tagebücher 1929–1931: Kann ich zwei Männer lieben? 2. Teil von Early Diary 1927–1931. Übers. Barbara Scriba-Sethe. Nymphenburger Verlag, 2000, ISBN 3-485-00854-0.
- Die Tagebücher 1931–1934. OT: Diary 1931–1934. Übers. Herbert Zand. Dt. Taschenbuch Verlag, 1980, ISBN 3-423-00759-1.
- Die Tagebücher 1934–1939. OT: Diary 1934–1939. Übers. Herbert Zand. Dt. Taschenbuch Verlag, 1979, ISBN 3-423-00858-X.
- Die Tagebücher 1939–1944. OT: Diary 1939–1944. Übers. Maria Dessauer. Dt. Taschenbuch Verlag, 1979, ISBN 3-423-00981-0.
- Die Tagebücher 1944–1947. OT: Diary 1944–1947. Übers. Manfred Ohl und Hans Sartorius. Fischer Verlag, 1980, ISBN 3-596-22184-6.
- Die Tagebücher 1947–1955. OT: Diary 1947–1955. Übers. Manfred Ohl und Hans Sartorius. Nymphenburger Verlag, 1978, ISBN 3-485-00345-X.
- Die Tagebücher 1955–1966. OT: Diary 1955–1966. Übers. Manfred Ohl und Hans Sartorius. Nymphenburger Verlag, 1979, ISBN 3-485-00371-9.
- Die Tagebücher 1966–1974 (mit der Reise nach Deutschland). OT: Diary 1966–1974. Übers. Herbert Zand. Nymphenburger Verlag, 1982, ISBN 3-485-00434-0.

Weitere Bücher mit Tagebucheinträgen
- Henry, June und ich: intimes Tagebuch 1931–1932. OT: Henry and June. 1986, Übers. Gisela Stege. Scherz Verlag, 1987, ISBN 3-502-19509-9.
- Trunken vor Liebe: intime Geständnisse 1932–1934. OT: Incest. 1992, Übers. Gisela Stege. Scherz Verlag, 1993, ISBN 3-502-10511-1.
- Feuer: Die unzensierten Pariser Tagebücher 1934–1937. OT: Fire. 1995, Übers. Monika Curths. Scherz Verlag, 1997, ISBN 3-502-10512-X.
- Nächte unterm Venusmond: die bisher unveröffentlichten Tagebücher 1937–1939. OT: Nearer the Moon. 1996, Übers. Monika Curths. Fischer Verlag, 2005, ISBN 3-596-16406-0.

## Briefe
- A literate Passion. Letters of Anaïs Nin and Henry Miller. 1932–1953. Herausgegeben und mit einer Einleitung versehen von Gunther Stuhlmann, Allison&Busby, London 1988.
  - deutsch: Briefe der Leidenschaft, 1932–1953. Das Zeugnis einer einzigartigen literarischen und erotischen Beziehung. Übersetzt von Helga Künzel, hrsg. u. eingel. v. Gunther Stuhlmann. Scherz, Bern/München/Wien 1989, ISBN 3-502-10510-3.